# Harpactea mehennii
Harpactea mehennii är en spindelart som beskrevs av Robert Bosmans och Beladjal 1989. Harpactea mehennii ingår i släktet Harpactea och familjen ringögonspindlar.
Artens utbredningsområde är Algeriet. Inga underarter finns listade i Catalogue of Life.